# Tabun C1
Tabun C1, o Tabūn C1, es el nombre de catálogo de un esquéleto fósil, también conocido por Tabun 1, de un Homo neanderthalensis de datación controvertida, que fue encontrado por Yusra, una mujer local miembro del equipo de Dorothy A. E. Garrod, en la cueva que da nombre a la pieza, cueva Tabun, una de las cuatro que forman el yacimiento de las cuevas de Nahal Me'arot, en la vertiente occidental de Monte Carmelo (Israel).
Los restos se conservan en el Museo de Historia Natural, en Londres, donde se trasladaron después de la campaña de excavaciones entre 1929-1934, organismo para el que trabajaba Dorothy Garrot.

## Descripción
Los restos pertenecen, probablemente, a una mujer neandertal y de aspecto grácil, dentro de los cánones de la especie. El cráneo presenta la dentición superior casi completa, excepto uno de los terceros molares, y el esqueleto post craneal está casi completo.
El fósil fue descrito por primera vez por T. D. McCown y A. Keith en 1939. Previamente, Garrod y Bate dataron los niveles y estudiaron la arqueología y fauna de la zona.

## Datación
La datación ha variado a lo largo del tiempo, estando aceptado por muchos entre 50 y 120 mil años. Existen dificultades para una datación precisa de Tabun 1, pudiéndose indicar un rango de 143 ± 37 ka según unos autores,, 50-122 ka según otros, e incluso datación por series de uranio que lo sitúan en 34 ± 5 ka,. Esta última discutida por algunos al ser haberse hecho con huesos que podrían haber estado adquiriendo uranio durante su enterramiento.
Cuando Dorothy Garrot realizó la excavación de la cueva Tabun atribuyó el esqueleto al nivel C, ya que se encontraba en la frontera entre ese nivel y el B, si bien se tenía constancia que el enterramiento se realizó en tiempos del nivel B.